# ليوبولدو رويز
ليوبولدو رويز (بالإسبانية: Leopoldo Ruiz)‏ هو لاعب غولف أرجنتيني، ولد في 7 أغسطس 1925 في بوينس آيرس في الأرجنتين.